# Лунные шахматы
«Лунные шахматы» (англ. «Selenus chess set», иногда переводятся как «шахматы Селенуса», «шахматы в стиле Селенуса», в Англии такие шахматы были близки к комплекту «ячменное зерно», англ. «Barleycorn», который был распространён с 1840 по 1910 год; в Великобритании «Selenus chess set» часто назывался «тюльпановый комплект», англ. «Tulip Sets» или «садовый комплект», англ. «Garden Sets») — комплект шахматных фигур, получивший распространение в XVII—XIX веках, преимущественно в странах Северной и Центральной Европы. Для него характерны цветочные мотивы (современники отмечали также его близость к форме скелета). Обычно считается, что он впервые встречается на иллюстрации к шахматному учебнику Августа Младшего, изданному в 1616 году.

## История возникновения шахматного комплекта и термина

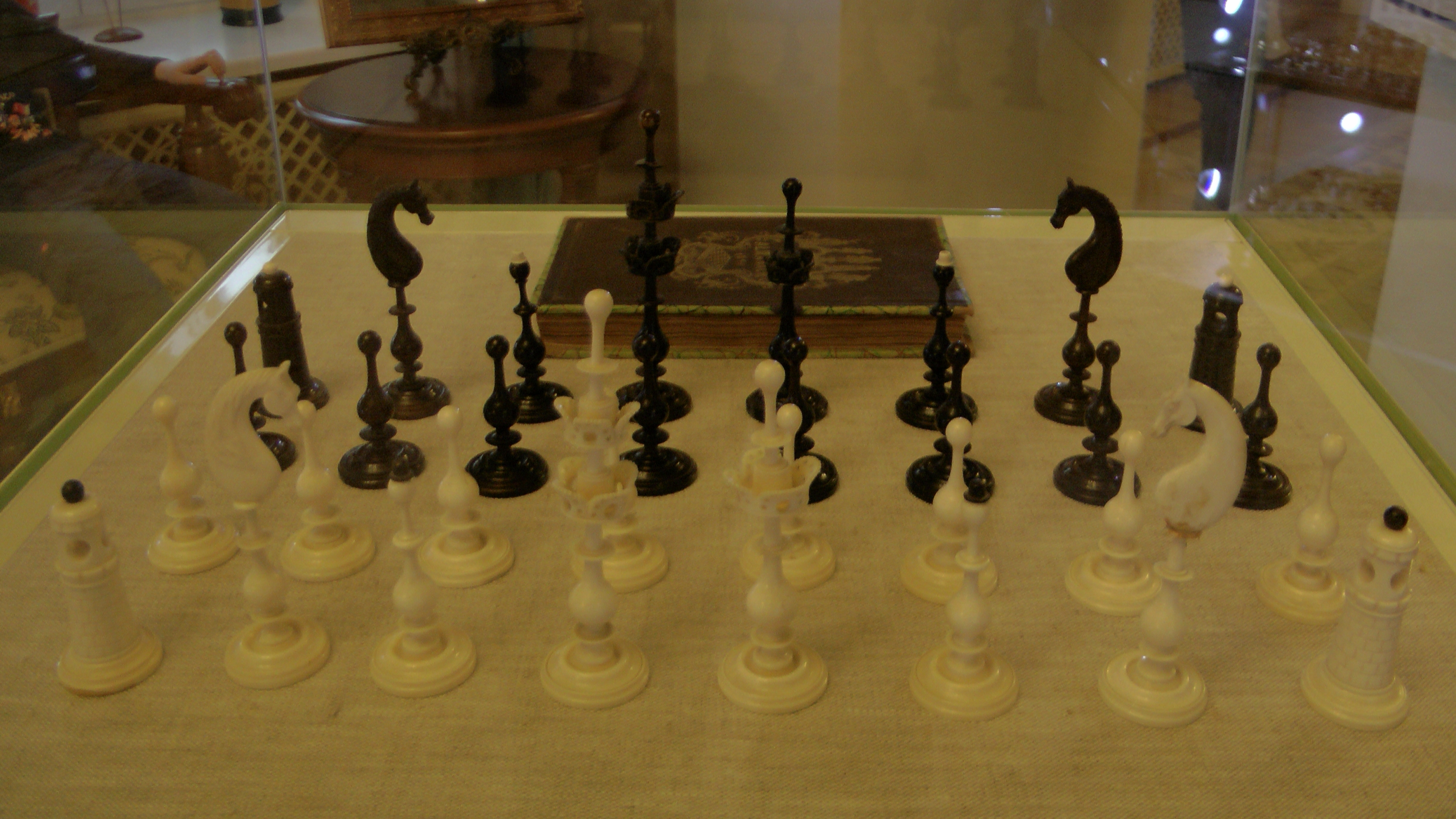
«Лунные шахматы» в собрании Музея шахмат в Москве, Дания, начало XIX века

В 1616 году в Лейпциге была издана книга «Шахматы, или Королевская игра» (нем. «Das Schach oder Königsspiel»). Её автор — Август Младший (1579—1666), будущий герцог Брауншвейг-Вольфенбюттельский. Он получил хорошее образование, в 1594—1599 годах учился в Ростоке и Тюбингене, после продолжительных путешествий он поселился в Хитцаккере на 30 лет, занимаясь научными исследованиями. Август становился ректором двух университетов, собрал библиотеку в 180 тысяч томов. После смерти Фридриха Ульриха Брауншвейг-Вольфенбюттельского в 1634 году угасла средняя линия Брауншвейгско-Вольфенбюттельского дома, и Август Младший получил во владение княжество Вольфенбюттельское. На его правление пришлось завершение Тридцатилетней войны.

Основную часть книги «Шахматы, или Королевская игра» составляет перевод работы испанского шахматиста Руя Лопеса де Сегуры «Книга об изобретательности и искусстве игры в шахматы» (её в переводе на итальянский язык Август купил в Венеции во время путешествия по Италии), однако автор добавил и информацию, известную ему о шахматах из собственных поездок на европейском континенте или взятую из других книг. Август, в частности, впервые упомянул о шахматной деревне Штрёбек. Пишет Август и о шахматах в России: «Русские, или московиты, играют в шахматы очень остроумно и с особым усердием; в этой игре они так искусны и опытны, что, по моему мнению, другим народам с ними нелегко тягаться» (эту информацию он почерпнул в записях посла Пауля Одерборна, сделанных в 1581 году).

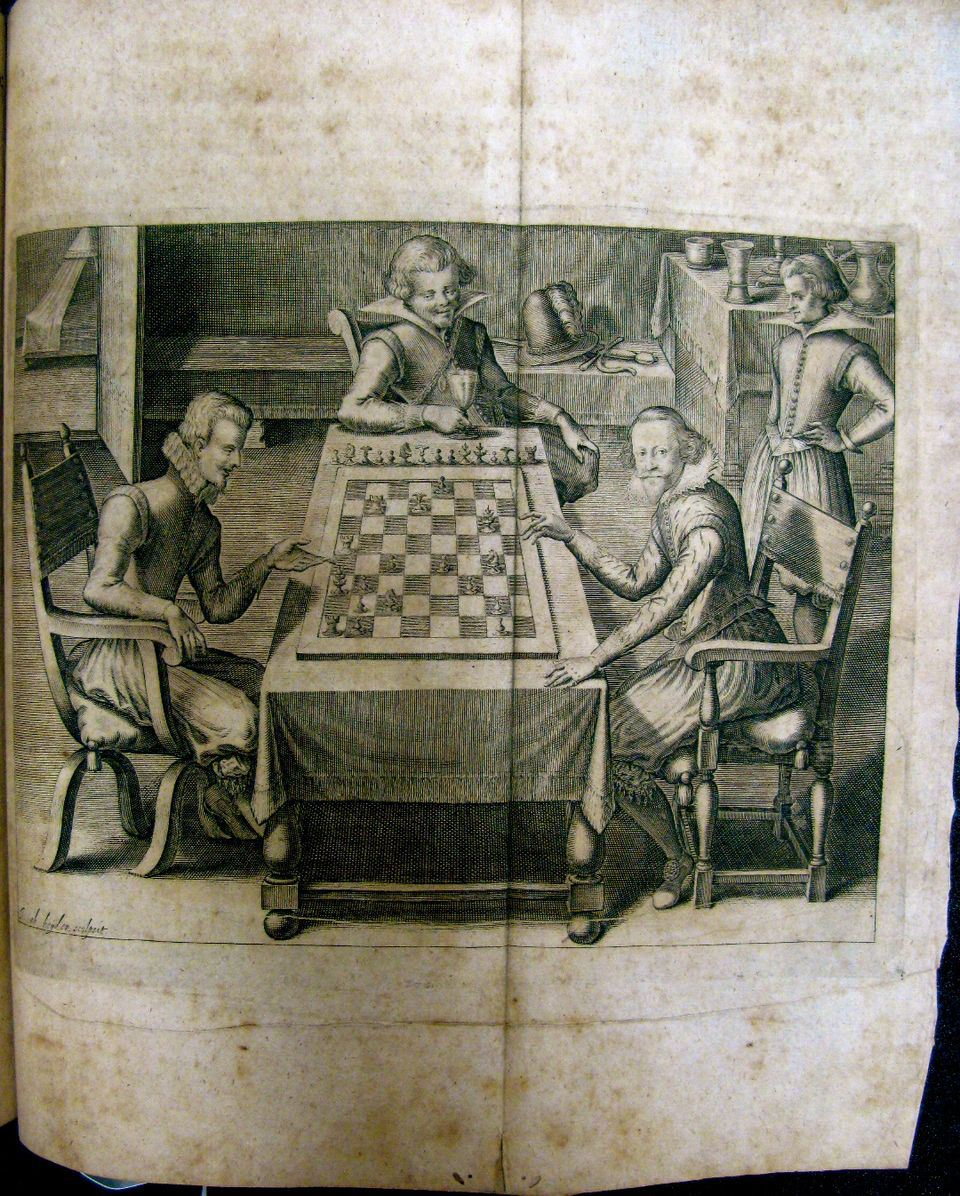
Якоб ван дер Хейден. Гравюра-иллюстрация к книге «Das Schach oder Königsspiel», 1616

В качестве автора книги Август скрылся за псевдонимом Густавус Селенус (лат. Gustavus Selenus), Густавус — Август на латыни, Селенус — от имени греческой богини Селены (Луны). Родовое имя герцогов Люнебургских происходит от слова «Luna». Под этим же псевдонимом он издал и другую свою книгу — «Cryptomenyticae et Cryptographiae libri IX», она была отпечатана в Люнебурге в 1624 году.
В книге была помещена гравюра на меди, изображающая игроков за доской. В одном из трёх персонажей, изображённых за столом за игрой в шахматы, запечатлён и играющий в шахматы автор сочинения. Иллюстрация выполнена нидерландским гравёром Якобом ван дер Хейденом. Они играют фигурами, которые, как предполагают некоторые историки, могли возникнуть ещё раньше, чем была создана гравюра (некоторые историки настаивают на том, что это первое изображение), но получили название «в стиле Селенуса» (или «лунные шахматы») в честь автора данной книги. Популярность её была обусловлена не только ценностью её содержания, герцог разослал экземпляры своей книги аристократии германских княжеств, включая императора Священной Римской империи германской нации.
Некоторые исследователи считают, что первое изображение «лунных шахмат» было создано на пятьдесят лет раньше, чем была издана книга Августа Младшего. При этом они ссылаются на миниатюру «Герцог Альбрехт V и его жена Анна за игрой в шахматы» в «Книге сокровищ герцогини Анны Баварской», выполненной художником Гансом Милихом в 1555 году для герцога Альбрехта V Баварского и его супруги Анны. Отталкиваясь от датировки данной миниатюры, историк шахмат Джон Крумиллер устанавливает для «лунных шахмат» широкий временной интервал распространения с 1560-х по 1890-е годы.

## Особенности комплекта

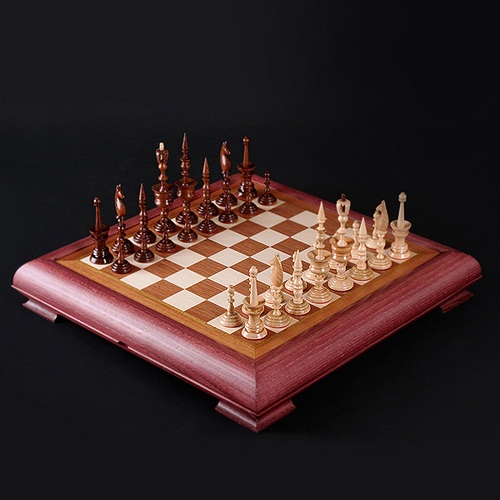
Комплект «Селенус» фирмы Кадун, 2010

Такие шахматы часто вырезаны из кости и имеют вертикально ориентированное строение, украшены роскошным декором. Для формы таких высоких нарочито усложнённых фигур характерны элементы цветочных мотивов, лепестки стилизованных цветов всегда направлены вверх, простираются в стороны от центральной колонки. Наиболее впечатляющими в комплекте искусствоведы считают фигуры короля и ферзя. Их верхняя часть представляет собой «разноуровневые галереи», которые имеют для короля три яруса (в отдельных случаях — два), а для ферзя — два яруса (в редких случаях — один).
Для «лунных шахмат» характерна свойственная готическому стилю вертикальность, ажурный резной орнамент, искусствоведы предполагают, что целью было совмещение реальности и иллюзии, привычное для стиля барокко, господствовавшего в начале XVII века. Современники отмечали близость таких фигур форме скелета:

«Верхнюю часть фигур венчает символический скелет, в образе которого всемогущая смерть смеётся над шахматной игрой»— Наталья Иванова. Лунные шахматы
Картина французского художника Реми-Фюрси Дескарсена (1747—1793) «Портрет доктора де С., играющего в шахматы со Смертью» изображает именно такой вариант шахматных фигур, в целом не получивший широкого распространения во Франции. В Музее шахмат России представлены два «Селенуса», оба сделаны из слоновой кости. Один был создан в Германии в конце XVIII века, — с фигурами белого и красного цвета (традиция, существовавшая почти до XIX века). Другой сделан в Дании в начале XIX века.
Стиль шахматных фигур «Селенус» был популярен в Германии и Северной Европе около трех веков, незначительно видоизменяясь. В XVIII веке розетки фигур стали вытачивать более тяжелыми — данный вариант в Германии называли «воронье гнездо».
Фигуры подобного комплекта очень хрупкие и легко повреждаются. В музеях и частных коллекциях хранится большое количество подобных комплектов, но полных и неповрежденных наборов представлено крайне мало. Специалисты отмечают, что очень трудно точно датировать такие наборы. Они создавались длительное время, а форма почти не изменялась. Макс Эйве считал, хотя и соглашался, что не в состоянии доказать свою точку зрения, что в наиболее старых комплектах «лунных шахмат» король имеет только один ярус перпендикулярной галереи вокруг вертикальной оси, а сама такая галерея не имеет зубцов, король и ферзь не имеют высокого остроугольного навершия (или его имеет только король), ладья имеет навершие не в виде зубчатой галереи, а в форме небольшого шара. Не все эти элементы могут присутствовать одновременно. Наборы конца XIX — начала XX века могут быть в таком отношении исключением, поскольку пытаются копировать наиболее старые образцы. Поздние варианты, однако, легко распознаваемы, так как утрачивают элегантность антикварных комплектов. Кроме кости, комплекты изготовлялись из дерева, свинца или олова.
Создание шахматных фигур «в стиле Селенуса» привлекает внимание и современных резчиков (Юрий Коряков создал и подарил Музею шахмат комплект из сандалового и красного дерева, выточенный в традициях XVII века). Комплекты подобных фигур изготавливаются и продаются ограниченным количеством экземпляров. В настоящее время обычными для «лунных шахмат» являются фигуры и доска следующих размеров: король — 10,5, пешка — 3,8, доска — 37 х 37 сантиметров.

## Галерея
Большое количество комплектов «шахмат в стиле Селенуса» принадлежит Schaakmuseum Max Euwe-Centrum в Амстердаме:

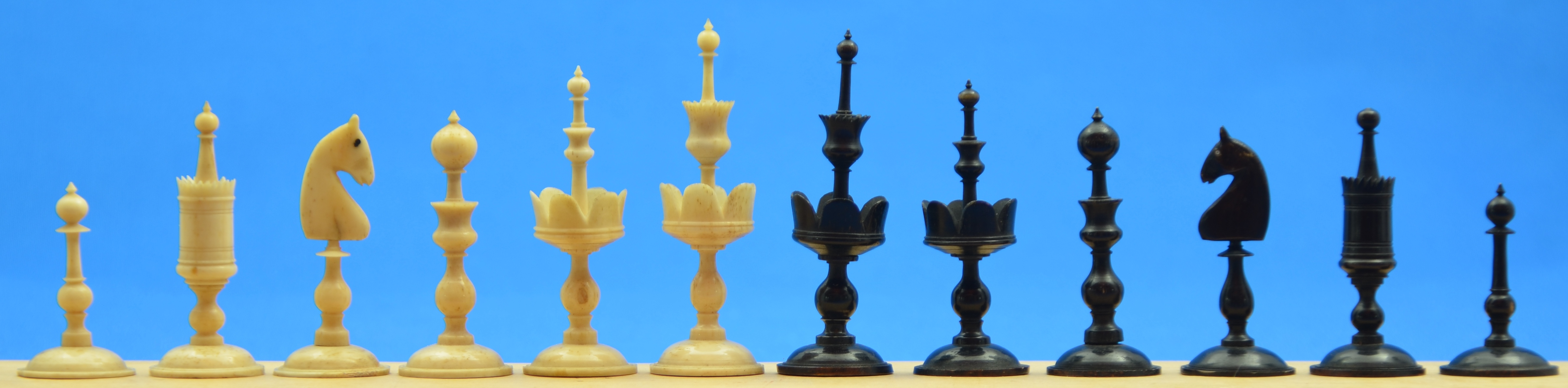
Неизвестный мастер XVIII века, Германия. Лунные шахматы
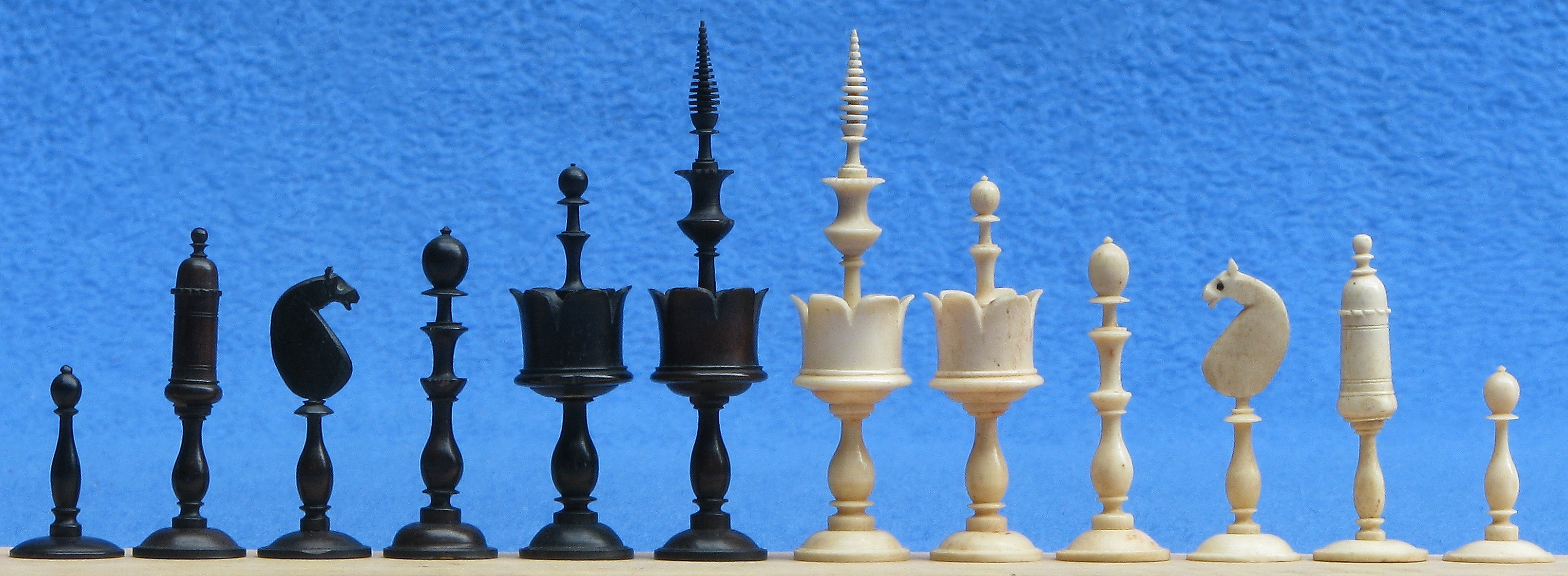
Неизвестный мастер XVIII века, Германия. Лунные шахматы
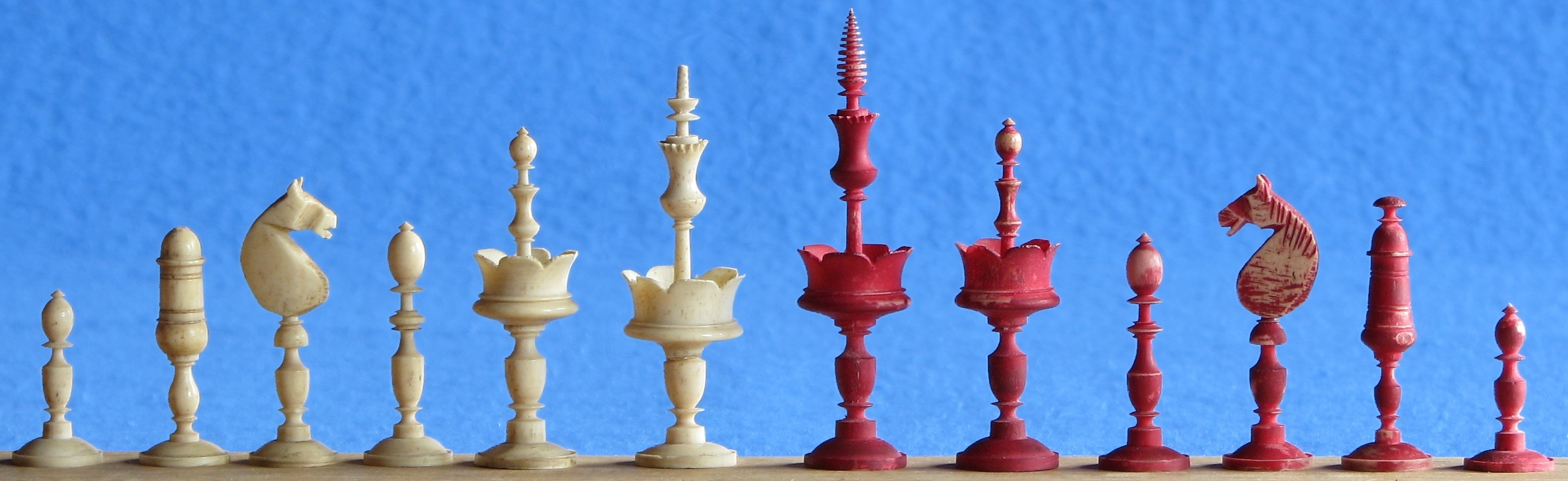
Неизвестный мастер, Германия, около 1800. Лунные шахматы
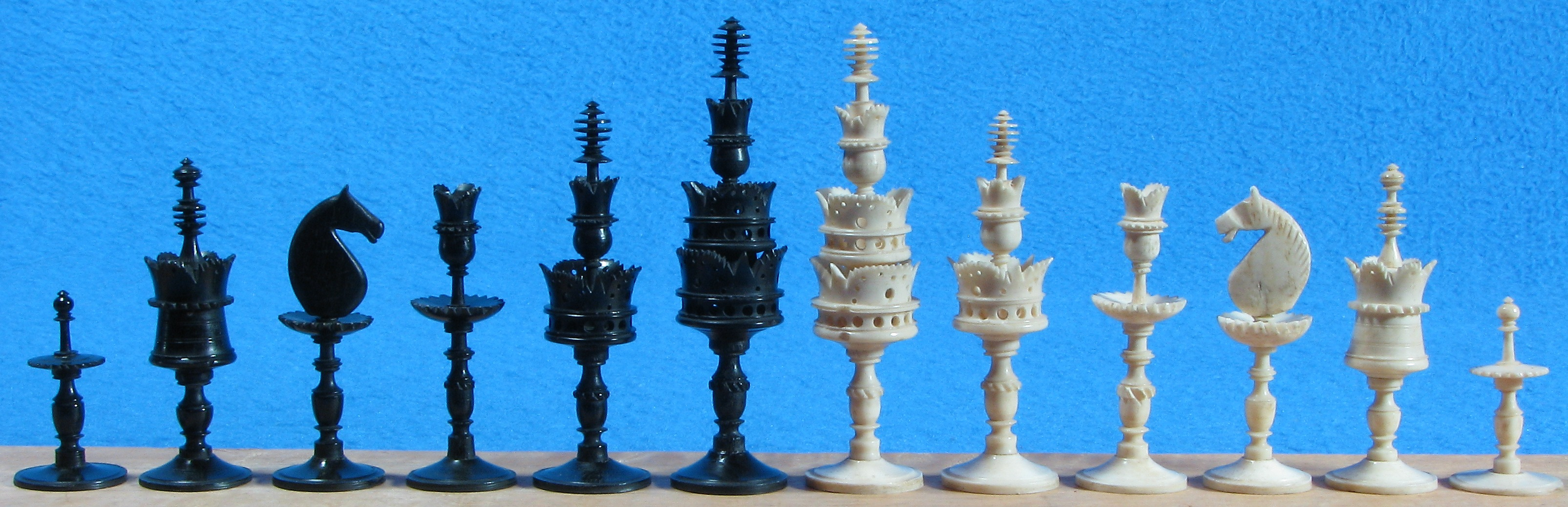
Неизвестный мастер начала XIX века, Германия. Лунные шахматы